# Cagaster
Cagaster is een geslacht van uitgestorven zee-egels uit de familie Prenasteridae.

## Verspreiding en leefgebied
Vertegenwoordigers van dit geslacht leefden tijdens het Mioceen in Japan.